# Ditypophis vivax
Ditypophis vivax es una especie de serpientes que pertenece a la familia Lamprophiidae y al género monotípico Ditypophis.

## Distribución geográfica yhábitat
Es endémica de Socotra (Yemen). Su rango altitudinal oscila entre 10 y 870 m s. n. m..